# 中島有華
中島有華（3月10日—），是日本女性插畫家，並經營同人社團「電腦戀人」（Digital Lover）。

## 经历
1990年5月頃以之名從事同人活動，1994年7月成立同人社團「Digital Lover」。起初创作题材为受众为女性的Yaoi漫画，经过一年的活动休止后，她于1996年5月恢复活动后继续进行男性成人漫画的创作。1998年6月改稱，1999年11月又將筆名平假名化至今。另外，亦曾使用、等名義。
于2001年首次参加Comic Market（C61），其后从2003年8月举办的C64至2019年12月举办的C97连续出展34次，总计参展35次。曾担任C87目录封面的绘制工作。
其同人誌系列《D.L.action》的20周年纪念本于2014年8月C86发行。系列總集數於2015年12月举办的C89發行滿100集。该系列的25周年纪念本于2019年8月举办的C96发售。
官網「Digital Underground」、1990年代末至2000年代初發行社團名稱表記「Digital Lover/Doowatchalike」，明顯受到美國嘻哈樂團「數位地下會社」（Digital Underground）饒舌曲〈Doowutchyalike〉的影響。
在製作同人遊戲時經友人介紹認識松智洋。2009年12月，擔任集英社輕小說《要聽爸爸的話！》的插畫出道。2013年2月15日，偕同松智洋應邀出席台北國際動漫節簽名會。

## 主要作品

### 小說插畫
- 要聽爸爸的話！（パパのいうことを聞きなさい!，著：松智洋／Super Dash文庫）
- 要聽爸爸的話！after1（after1，著：松智洋／Super Dash文庫）
- 甘城輝煌樂園救世主（甘城ブリリアントパーク，著：賀東招二／富士見Fantasia文庫）
- 甘城輝煌樂園救世主 紅楓召喚者（甘城ブリリアントパーク メープルサモナー，著：八奈川景晶／富士見Fantasia文庫）

### 動畫
- C³ -魔幻三次方-（第6章End Card）
- 我的朋友很少（第7話End Card）
- 要聽爸爸的話！（第12話End Card、Blue-ray版封套插圖）
- 我的妹妹哪有這麼可愛。（第8話End Card）
- 尋找失去的未來（第12話End Card）
- 銃皇無盡的法夫納（第9話End Card）
- 路人女主的养成方法（7話作中circle cut、8話作中同人誌原稿）
- 干支魂（第4話A部分后的eye catch插图）
- 圣洁天使（第11話End Card）
- Gamers 电玩咖！（第11話End Card）
- 不正經的魔術講師與禁忌教典（第7話End Card）

### 插圖
- 畫師100人展（產經新聞社，2011年5月3日～5月8日）
- 畫師100人展02（產經新聞社，2012年4月30日～5月6日）
- 畫師100人展03（產經新聞社，2013年4月28日～5月6日）
- 畫師100人展04（產經新聞社，2014年4月29日～5月6日）
- 畫師100人展05（産經新聞社、2015年4月29日 ～5月6日）
- 畫師100人展06（産經新聞社、2016年4月29日 ～5月8日）
- 畫師100人展07（産經新聞社、2017年4月29日 ～5月7日）
- 畫師100人展08（産經新聞社、2018年4月28日 ～5月6日）
- 畫師100人展09（産經新聞社、2019年4月27日 ～5月6日）
- Comic Market 80/81 原创饮料、商品插图
- Comic Market 87 目錄封面
- 富士见Fantasia文库大感謝祭2016主视觉设计
- 卡牌游戏“圣洁天使”卡片插图设计

### 画集
- なかじまゆか画集 パパ聞き！＋イラストレーションズ 2009-2015（集英社、2015年3月25日）

### 同人
漫畫
- 病研RI/DLB(Digital Lover Boys)系列
- Digital Lover系列（包含D.L.Action和DLO）
- 制服乐园系列（Seifuku Rakuen)

遊戲
- -{SchoolCaptain 会長候補はご立腹（2009年8月16日）
- SchoolCaptain2 会王をねらえ!（2009年12月31日）
- 制服楽園EXTEND（2010年8月15日）}-

## 外部連結
- Digital Underground→旧HP（页面存档备份，存于）
- 的X（前Twitter）
- 的pixiv

- Digital Lover (なかじまゆか) （页面存档备份，存于） - Fantia